# Selección femenina de baloncesto de Bielorrusia
La Selección femenina de baloncesto de Bielorrusia es un equipo formado por jugadoras de nacionalidad bielorrusa que representa a Bielorrusia en las competiciones internacionales organizadas por la Federación Internacional de Baloncesto (FIBA) o el Comité Olímpico Internacional (COI): los Juegos Olímpicos y Campeonato mundial de baloncesto especialmente.

## Resultados

### Juegos Olímpicos
| Baloncesto en los Juegos Olímpicos | Baloncesto en los Juegos Olímpicos | Baloncesto en los Juegos Olímpicos | Baloncesto en los Juegos Olímpicos | Baloncesto en los Juegos Olímpicos | Baloncesto en los Juegos Olímpicos |
| ---------------------------------- | ---------------------------------- | ---------------------------------- | ---------------------------------- | ---------------------------------- | ---------------------------------- |
| 1976–1992:                         | ver URSS                           | Atlanta 1996:                      | No clasificó                       | Sídney 2000:                       | No clasificó                       |
| Atenas 2004:                       | No clasificó                       | Pekín 2008:                        | 6º                                 | Londres 2012:                      | No clasificó                       |
| Río 2016:                          | 9º                                 | Tokio 2020:                        | No clasificó                       | París 2024:                        | Excluida                           |

### Mundiales
| Copa Mundial de Baloncesto Femenino | Copa Mundial de Baloncesto Femenino | Copa Mundial de Baloncesto Femenino | Copa Mundial de Baloncesto Femenino | Copa Mundial de Baloncesto Femenino | Copa Mundial de Baloncesto Femenino |
| ----------------------------------- | ----------------------------------- | ----------------------------------- | ----------------------------------- | ----------------------------------- | ----------------------------------- |
| 1953–1990:                          | ver URSS                            | 1994:                               | No clasificó                        | 1998:                               | No clasificó                        |
| 2002:                               | No clasificó                        | 2006:                               | No clasificó                        | 2010:                               | 4º                                  |
| 2014:                               | 10º                                 | 2018:                               | No clasificó                        | 2022:                               | Retirada                            |
| 2026:                               |                                     |                                     |                                     |                                     |                                     |

### Eurobasket
| Campeonato Europeo de Baloncesto Femenino | Campeonato Europeo de Baloncesto Femenino | Campeonato Europeo de Baloncesto Femenino | Campeonato Europeo de Baloncesto Femenino | Campeonato Europeo de Baloncesto Femenino | Campeonato Europeo de Baloncesto Femenino |
| ----------------------------------------- | ----------------------------------------- | ----------------------------------------- | ----------------------------------------- | ----------------------------------------- | ----------------------------------------- |
| 1938–1993:                                | ver URSS                                  | 1995:                                     | No clasificó                              | 1997:                                     | No clasificó                              |
| 1999:                                     | No clasificó                              | 2001:                                     | No clasificó                              | 2003:                                     | No clasificó                              |
| 2005:                                     | No clasificó                              | 2007:                                     | Medalla de bronce                         | 2009:                                     | 4º                                        |
| 2011:                                     | 9º                                        | 2013:                                     | 5º                                        | 2015:                                     | 4º                                        |
| 2017:                                     | 15º                                       | 2019:                                     | 13º                                       | 2021:                                     | 4º                                        |
| 2023:                                     | Excluida                                  | 2025:                                     | Excluida                                  | 2027:                                     |                                           |